# Forno rotativo

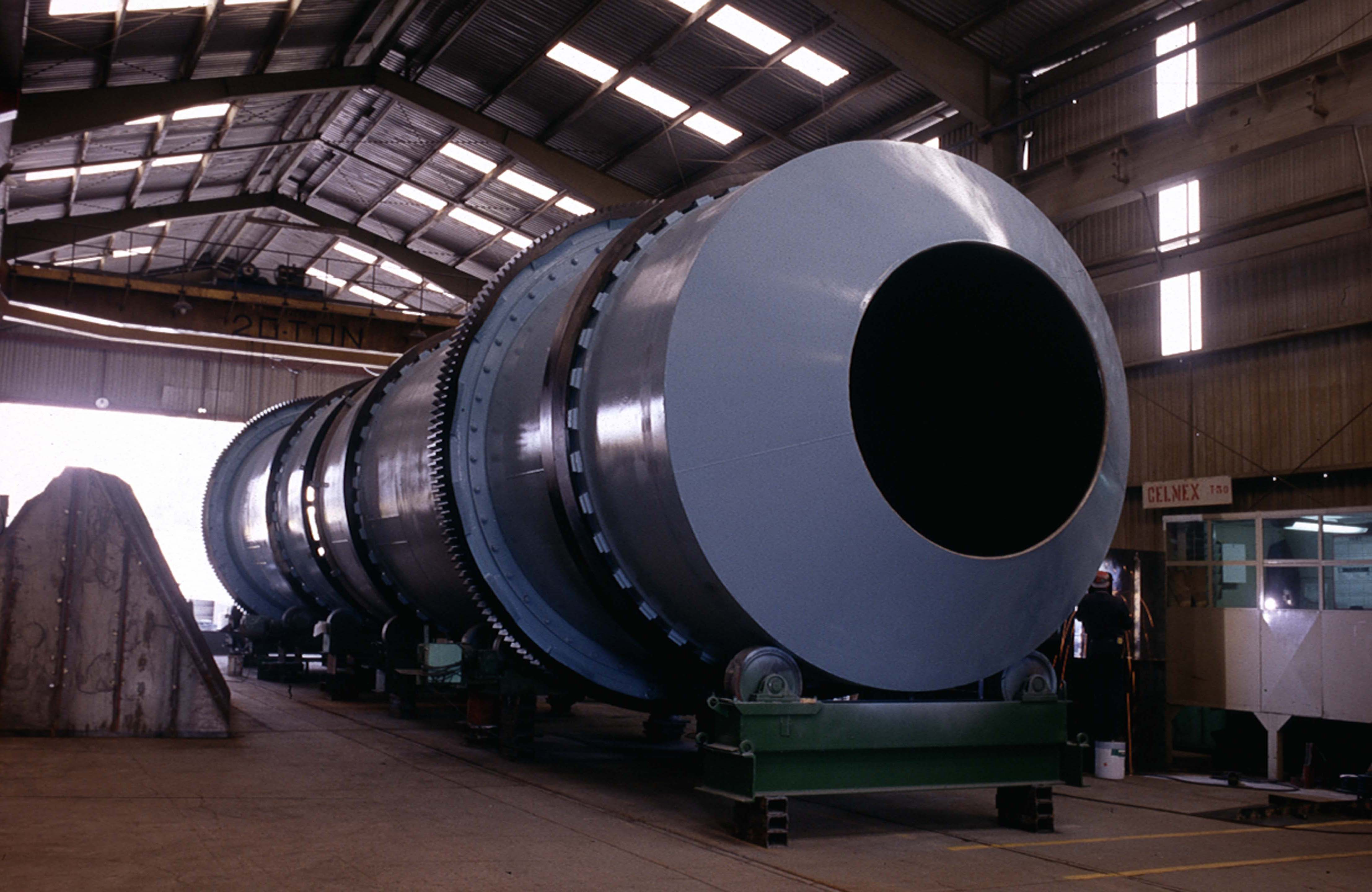
Forno rotativo utilizzato per l'essiccazione.

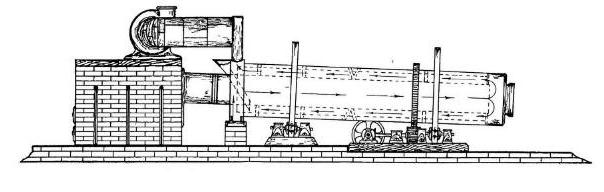
Schema di un forno rotativo

Il forno rotativo è un forno rotante di forma cilindrica, generalmente appoggiato su rulli di rotolamento che possono essere in numero di 4, 6, 8 o più a seconda del dimensionamento statico eseguito; il forno è posto a contatto con i rulli per mezzo delle piste di rotolamento, che sono fasce metalliche rinforzate. La rotazione è assicurata da moto-riduttore e dalla relativa trasmissione meccanica che può essere a catena, ruote dentate oppure ingranaggi. 
La trasmissione può trasferire il moto rotatorio indifferentemente al tamburo rotante oppure in alcuni casi ai rulli a seconda delle applicazioni meccaniche. Generalmente la struttura portante del forno è costituita da un tubo in acciaio di grosso spessore. A seconda del materiale trattato all'interno del forno (corrosivo, non corrosivo, fondente etc.) l'acciaio del tamburo può essere di tipo differente (acciaio al carbonio, acciaio inossidabile, lega, ecc.) oppure può essere previsto un rivestimento interno in refrattario. Il calore può essere fornito al forno in due modi fondamentali: 
1. in modo indiretto: in questo caso il calore è trasferito per mezzo di aria calda circolante all'interno che viene prodotta da un generatore di calore esterno.
2. in modo diretto: in questo caso il forno è dotato di bruciatori di riscaldo, che generalmente sono montati sulle testate fisse (anteriore o posteriore).

Il materiale all'interno del forno può avanzare in verso concorde con il movimento dei gas caldi e allora in questo caso si parla di "forno equi-corrente", oppure può muoversi in senso contrario ed in tal caso si parla invece di "forno controcorrente".
I forni rotanti sono utilizzati in moltissime applicazioni industriali e fra queste si possono annoverare: processi di essiccamento, calcinazione di catalizzatori e prodotti chimici, trattamento termico di metalli e minerali, cottura di materiali vari, industria del cemento, fusione e incenerimento di rifiuti.